# Genista gasparrinii
Genista gasparrinii là một loài thực vật có hoa trong họ Đậu. Loài này được (Guss.) C.Presl miêu tả khoa học đầu tiên.